# NGC 3789
NGC 3789 este o galaxie lenticulară situată în constelația Cupa. A fost descoperită în 1886 de către Francis Leavenworth. Se află la o distanță de 79,93 de megaparseci de Pământ.